# 丁黙邨
丁 黙邨（てい もくそん、1903年 - 1947年7月5日）は、中華民国の特務・政治家。特工総部（ジェスフィールド76号）の指導者として知られ、南京国民政府（汪兆銘政権）に属した。

## 事跡
1921年秋に中国共産党の施存統と知り合い、社会主義青年団（後の中国共産主義青年団）に入る。1924年に中国国民党に入党、CC団に属し、上海の文化界で活動し、『社会新聞』の主編となった。このとき、李士群・唐恵民が同僚になっている。私立江南学院学長、国民政府秘書を歴任した後、1934年（民国23年）に、軍事委員会調査統計局第3処（郵伝検査処）処長に任ぜられた。この頃には、丁黙邨は戴笠・康沢と並び称される特務のリーダーになっていたとされる。1938年（民国27年）、軍事委員会少将参議に転任し、武漢特別市政府参事、同政府秘書長などを歴任した。
同年冬、丁黙邨は、李士群ともに日本軍が占領する上海へ赴き、土肥原機関と接触、親日特工隊を組織した。翌1939年（民国28年）8月、汪兆銘（汪精衛）に合流し、中国国民党第6期（汪派）で執行委員会常務委員に選出された。さらに中央社会部部長、中央特務委員会副主任委員、特工総部主任も兼ねている。しかし、汪腹心の立場を利用する李が「公館派」の一員として次第に台頭し、丁を凌駕する権勢を有するようになる。丁は羅君強とともに、周仏海率いる「CC派」の幹部であったため、周は次第に李に対して不満を抱いたとされる。
1940年（民国29年）3月、南京国民政府（汪兆銘政権）が正式に成立すると、中央政治委員会指定委員、軍事委員会委員、国民政府行政院社会部部長に任命された。翌年8月、交通部部長に転じる。1943年（民国32年）、社会福利部部長となる。1945年（民国34年）5月、浙江省省長、省保安司令、省党部主任委員、駐杭州綏靖公署主任の各職を兼任した。
日本敗北後、いったんは蔣介石の国民政府に再任用され、浙江地区軍事専員となった。しかし9月に、結局は漢奸として逮捕されてしまう。
1947年（民国36年）2月、丁黙邨は死刑判決を受け、同年7月5日に南京で処刑された。享年45。

## 注
1. ↑  『最新支那要人伝』は1901年（光緒27年）とするが、本記事は徐友春主編『民国人物大辞典 増訂版』、鄭仁佳「丁黙邨小伝」、劉傑『漢奸裁判』に従う。
2. ↑  『最新支那要人伝』155頁。
3. 1 2  『大陸年鑑 昭和十八年』大陸新報社、400頁。
4. ↑  劉傑『漢奸裁判』、135-136頁。
5. ↑  『国民政府公報』（南京）、民国29年4月1日、国民政府文官処印鋳局、10頁。
6. ↑  劉傑同上、276頁。